# Ежков, Святослав Григорьевич
Святослав Григорьевич Ежков (9 мая 1926, Оренбург — 20 июля 1996, Оренбург) — советский и российский театральный актёр; народный артист РСФСР (1981). Участник Великой Отечественной войны.

## Биография
Святослав Григорьевич Ежков родился 9 мая 1926 года в Оренбурге. В 1943 году окончил Чкаловскую (Оренбургскую) школу № 2. Был призван в Красную Армию и направлен в школу воздушных стрелков-радистов в Уральске. С апреля 1944 года обучался в Чкаловском зенитно-артиллерийском училище им. Орджоникидзе. С декабря 1944 года воевал на Ленинградском фронте, командовал огневым взводом противотанковых орудий. В мае 1945 года  после контузии лечился в госпиталях Риги и Ленинграда.
В декабре 1945 года демобилизовался, вернулся в родной город и стал заниматься в драматическом кружке клуба железнодорожников. В 1946—1948 годах учился в драматической студии при Чкаловском областном драматическом театре им. М. Горького. С мая 1947 года по 1951 год играл в театре.
С 1951 года играл в Марийском объединённом драматическом театре имени М. Шкетана в Йошкар-Оле, Русском драматическом театре в Даугавпилсе, Государственного Русского драмтеатра Чувашской АССР в Чебоксарах, Орском драматическом театре им. А.С. Пушкина. В 1964 году был актёром Ульяновского драматического театра.
В мае 1970 года вернулся в коллектив Оренбургского областного драматического театра им. М. Горького.

Заведующая литературной частью Галина Александровна Орлова вспоминала об артисте: 
«Сочность сценического существования, виртуозная актерская техника, неустанный поиск новых средств выразительности — всем этим богата творческая палитра народного артиста РСФСР С.Г. Ежкова. Он находит себя в стихии разных жанров, но более всего в комедийном.»
Умер 2 декабря 1993 года в Оренбурге.

## Награды и премии
- Орден Красной Звезды.
- Медаль «За отвагу».
- Медаль «За победу над Германией в Великой Отечественной войне 1941—1945 гг.».
- Заслуженный артист РСФСР (26.05.1964).
- Народный артист РСФСР (23.04.1981).
- Книга почёта Оренбургской области (1975).
- Дипломант III Всероссийского фестиваля драматургии и театрального искусства народов СССР за исполнение роли Кэлина Абабия в спектакле «Святая святых» по пьесе И. Друцэ (1977).

## Работы в театре
- «Осторожно, любовь» по пьесе Г. Рябкина — Бадмаев
- «Провинциальные анекдоты» по пьесам А. В. Вампилова — Калошин
- «Горько» по пьесе А. П. Чехова «Свадьба» — Жигалов
- «Святая святых» по пьесе И. Друцэ — Кэлин Абабия
- «Ретро» А. Галин — старик Чмутин
- «Поминальная молитва» Г. Горин — молочник Тевье
- «Поднятая целина» — дед Щукарь
- «Характеры» В. Шукшина — Наум Евстигнеевич
- «Аморальная история» Э. Брагинского и Э. Рязанова — Одинков
- «За двумя зайцами» М. Старицкого — Прокоп Серко
- «Дорога» по «Мёртвым душам» Н. Гоголя — Собакевич
- «Капитанская дочка» по А. Пушкину — Савельич
- «Конец Хитрова рынка» — «Барон»
- «Свадьба Кречинского» — Расплюев
- «Бедность — не порок» — Торцов
- «Доходное место» — Юсов
- «Дядя Ваня» — Телегин
- «Село Степанчиково» — Фома Опискин
- «Ксантиппа и этот, как его…» — Сократ
- «Кремлёвские куранты» Н. Погодина — Ленин